# لاندسبرغ إم لش
لاندسبرغ أم لش (بالألمانية: Landsberg am Lech) هي بلدة ألمانية تقع في ألمانيا في Landsberg. يقدر عدد سكانها بـ 27,721 نسمة .

## المدن التوأمة
مدن هدسن، أوهايو، سان لاورينت دو فار، Bushey، روكا دي بابا، Waldheim، Siófok و Failsworth هي مدن توأمة لـلاندسبرغ آم لش.

## أعلام
- كلوز شيلينغ
- أوتو مول
- هانس شميت
- فلوريان نيوهاوس
- سيغفريد راوخ
- مانفريد بروي
- كارل غيبهارت
- فيلهلم ريتر فون ليب
- لودفيغ هارتمان
- فريدريش هيلدبراندت